# قائمة الكلمات السواحلية ذات الأصل العربي
هناك عديد الكلمات السواحلية ذات الأصل العربي من بينها:
- asanti sana: وتعني شكرا جزيلا، من العربية: أحسنت صنعا
- Rafiki: وتعني صديقي، من العربية: رفيقي
- Kitabu: وتعني كتاب، من العربية: كتاب
- Maktaba: وتعني مكتبة، من العربية: مكتبة
- sultani: وتعني سلطان،  من العربية : سلطان